# Gimnastyka na Letnich Igrzyskach Olimpijskich 2008
Gimnastyka na XXIX Letnich Igrzyskach Olimpijskich w Pekinie rozgrywana była od 9 do 24 sierpnia. Zawody odbyły się na Krytym Stadionie Narodowym (gimnastyka sportowa i skoki na trampolinie) oraz w hali Pekińskiego Uniwersytetu Technologicznego (gimnastyka artystyczna).

## Konkurencje

### Gimnastyka sportowa
Kobiety
- wielobój drużynowo
- wielobój indywidualnie
- ćwiczenia wolne
- skoki
- ćwiczenia na poręczach
- ćwiczenia na równoważni

Mężczyźni
- wielobój drużynowo
- wielobój indywidualnie
- ćwiczenia wolne
- skoki
- ćwiczenia na koniu z łękami
- ćwiczenia na kółkach
- ćwiczenia na poręczach
- ćwiczenia na drążku

### Gimnastyka artystyczna
Kobiety
- wielobój indywidualnie
- układ zbiorowy

### Skoki na trampolinie
Kobiety
- indywidualnie

Mężczyźni
- indywidualnie

## Kalendarz

### Gimnastyka sportowa
| sierpień                    | 9 | 10 | 11 | 12 | 13 | 14 | 15 | 16 | 17 | 18 | 19 |
| --------------------------- | - | -- | -- | -- | -- | -- | -- | -- | -- | -- | -- |
| KOBIETY                     |   |    |    |    |    |    |    |    |    |    |    |
| wielobój drużynowo          |   | E  |    |    | F  |    |    |    |    |    |    |
| wielobój indywidualnie      |   | E  |    |    |    | F  |    |    |    |    |    |
| ćwiczenia wolne             |   | E  |    |    |    |    |    |    | F  |    |    |
| skoki                       |   | E  |    |    |    |    |    |    | F  |    |    |
| ćwiczenia na poręczach      |   | E  |    |    |    |    |    |    |    | F  |    |
| ćwiczenia na równoważni     |   | E  |    |    |    |    |    |    |    |    | F  |
| MĘŻCZYŹNI                   |   |    |    |    |    |    |    |    |    |    |    |
| wielobój drużynowo          | E |    |    | F  |    |    |    |    |    |    |    |
| wielobój indywidualnie      | E |    |    |    |    |    | F  |    |    |    |    |
| ćwiczenia wolne             | E |    |    |    |    |    |    |    | F  |    |    |
| skoki                       | E |    |    |    |    |    |    |    |    | F  |    |
| ćwiczenia na koniu z łękami | E |    |    |    |    |    |    |    | F  |    |    |
| ćwiczenia na kółkach        | E |    |    |    |    |    |    |    |    | F  |    |
| ćwiczenia na poręczach      | E |    |    |    |    |    |    |    |    |    | F  |
| ćwiczenia na drążku         | E |    |    |    |    |    |    |    |    |    | F  |
| E – eliminacje, F – finał   |   |    |    |    |    |    |    |    |    |    |    |

### Gimnastyka artystyczna
| sierpień                  | 21 | 22 | 23 | 24 |
| ------------------------- | -- | -- | -- | -- |
| KOBIETY                   |    |    |    |    |
| wielobój indywidualnie    | E  | E  | F  |    |
| układ zbiorowy            | E  | E  |    | F  |
| E – eliminacje, F – finał |    |    |    |    |

### Skoki na trampolinie
| sierpień                  | 16 | 17 | 18 | 19 |
| ------------------------- | -- | -- | -- | -- |
| KOBIETY                   |    |    |    |    |
| indywidualnie             | E  |    | F  |    |
| MĘŻCZYŹNI                 |    |    |    |    |
| indywidualnie             | E  |    |    | F  |
| E – eliminacje, F – finał |    |    |    |    |

## Polacy
Wśród 196 gimnastyków sportowych (98 kobiet i 98 mężczyzn) znaleźli się również reprezentanci Polski.
Kobiety
- Marta Pihan – wielobój indywidualnie

Mężczyźni
- Leszek Blanik – skok (gimnastyka)

Wśród 96 gimnastyczek artystycznych znalazła się również reprezentantka Polski.
Kobiety
- Joanna Mitrosz – wielobój indywidualnie

Natomiast wśród 32 skoczków na trampolinie (16 kobiet i 16 mężczyzn) nie znaleźli się reprezentanci Polski.

## Medaliści

### Gimnastyka sportowa

#### Kobiety

##### wielobój drużynowo
| Lp. | Państwo           | Zawodniczki | Wynik       |
| --- | ----------------- | --- | ----------- |
| 1.  | Chiny             | Yang Yilin Cheng Fei Jiang Yuyuan Deng Linlin He Kexin Li Shanshan                                                  | 188,900 pkt |
| 2.  | Stany Zjednoczone | Bridget Sloan Shawn Johnson Alicia Sacramone Nastia Liukin Samantha Peszek Chellsie Memmel                          | 186,525     |
| 3.  | Rumunia           | Gabriela Drăgoi Anamaria Tămârjan Steliana Nistor Sandra Izbașa Andreea Grigore Andreea Acatrinei                   | 181,525     |
| 4.  | Rosja             | Ksienija Afanasjewa Jekatierina Kramarienko Ksienija Siemionowa Swietłana Klukina Anna Pawłowa Ludmiła Griebienkowa | 180,625     |
| 5.  | Japonia           | Yuko Shintake Kōko Tsurumi Kyoko Oshima Yu Minobe Miki Uemura Mayu Kuroda                                           | 176,700     |
| 6.  | Australia         | Shona Morgan Ashleigh Brennan Lauren Mitchell Georgia Bonora Daria Joura Olivia Vivian                              | 176,525     |
| 7.  | Francja           | Marine Debauve Laetitia Dugain Marine Petit Pauline Morel Katheleen Lindor Rose-Eliandre Bellemare                  | 175,275     |
| 8.  | Brazylia          | Ana Silva Jade Barbosa Daiane Santos Ethiene Franco Daniele Hypólito Laís Souza                                     | 174,875     |

##### wielobój indywidualnie
| Lp. | Państwo           | Zawodniczka       | Wynik  |
| --- | ----------------- | ----------------- | ------ |
| 1.  | Stany Zjednoczone | Nastia Liukin     | 63,325 |
| 2.  | Stany Zjednoczone | Shawn Johnson     | 62,725 |
| 3.  | Chiny             | Yang Yilin        | 62,650 |
| 4.  | Rosja             | Ksenia Siemienowa | 61,925 |
| 5.  | Rumunia           | Steliana Nistor   | 61,050 |
| 6.  | Chiny             | Jiang Yuyuan      | 60,900 |
| 7.  | Rosja             | Anna Pawłowa      | 60,825 |
| 8.  | Rumunia           | Sandra Izbașa     | 60,750 |

##### ćwiczenia wolne
| Lp. | Państwo           | Zawodniczka             | Wynik  |
| --- | ----------------- | ----------------------- | ------ |
| 1.  | Rumunia           | Sandra Izbașa           | 15,650 |
| 2.  | Stany Zjednoczone | Shawn Johnson           | 15,500 |
| 3.  | Stany Zjednoczone | Nastia Liukin           | 15,425 |
| 4.  | Chiny             | Jiang Yuyuan            | 15,350 |
| 5.  | Rosja             | Jekatierina Kramarienko | 15,025 |
| 6.  | Brazylia          | Daiane Santos           | 14,975 |
| 7.  | Chiny             | Cheng Fei               | 14,550 |
| 8.  | Rosja             | Anna Pawłowa            | 14,125 |

##### skoki
| Lp. | Państwo           | Zawodniczka         | Wynik  |
| --- | ----------------- | ------------------- | ------ |
| 1.  | Korea Północna    | Hong Un-jong        | 15,650 |
| 2.  | Niemcy            | Oksana Chusovitina  | 15,575 |
| 3.  | Chiny             | Cheng Fei           | 15,562 |
| 4.  | Stany Zjednoczone | Alicia Sacramone    | 15,537 |
| 5.  | Szwajcaria        | Ariella Kaeslin     | 15,050 |
| 6.  | Włochy            | Carlotta Giovannini | 14,550 |
| 7.  | Brazylia          | Jade Barbosa        | 14,487 |
| 8.  | Rosja             | Anna Pawłowa        | 7,812  |

##### ćwiczenia na poręczach
| Lp. | Państwo           | Zawodniczka       | Wynik  |
| --- | ----------------- | ----------------- | ------ |
| 1.  | Chiny             | He Kexin          | 16,725 |
| 2.  | Stany Zjednoczone | Nastia Liukin     | 16,725 |
| 3.  | Chiny             | Yang Yilin        | 16,650 |
| 4.  | Wielka Brytania   | Beth Tweddle      | 16,625 |
| 5.  | Ukraina           | Anastasija Kowal  | 16,375 |
| 6.  | Rosja             | Ksenia Siemienowa | 16,325 |
| 7.  | Rumunia           | Steliana Nistor   | 15,575 |
| 8.  | Ukraina           | Darja Zhoba       | 14,875 |

##### ćwiczenia na równoważni
| Lp. | Państwo           | Zawodniczka       | Wynik  |
| --- | ----------------- | ----------------- | ------ |
| 1.  | Stany Zjednoczone | Shawn Johnson     | 16,225 |
| 2.  | Stany Zjednoczone | Nastia Liukin     | 16,025 |
| 3.  | Chiny             | Fei Cheng         | 15,950 |
| 4.  | Rosja             | Anna Pawłowa      | 15,900 |
| 5.  | Rumunia           | Gabriela Drăgoi   | 15,625 |
| 6.  | Chiny             | Li Shanshan       | 15,300 |
| 7.  | Rosja             | Ksenia Afanasiewa | 14,825 |
| 8.  | Japonia           | Kōko Tsurumi      | 14,450 |

#### Mężczyźni

##### wielobój drużynowo
| Lp. | Państwo           | Zawodnicy | Wynik       |
| --- | ----------------- | --- | ----------- |
| 1.  | Chiny             | Chen Yibing Xu Huang Li Xiaopeng Qin Xiao Yang Wei Zou Kai                                                     | 286,125 pkt |
| 2.  | Japonia           | Takehiro Kashima Takuya Nakase Makoto Okiguchi Koki Sakamoto Hiroyuki Tomita Kōhei Uchimura                    | 278,875     |
| 3.  | Stany Zjednoczone | Alexander Artemev Raj Bhavsar Joey Hagerty Jonathan Horton Justin Spring Kai Wen Tan                           | 275,850     |
| 4.  | Niemcy            | Thomas Andergassen Philipp Boy Fabian Hambüchen Robert Juckel Marcel Nguyen Evgenij Spiridonov                 | 274,600     |
| 5.  | Korea Południowa  | Kim Dae-eun Kim Ji-hun Kim Seung-il Kim Su-myeon Yang Tae-yeong Yu Won-cheol                                   | 274,375     |
| 6.  | Rosja             | Maksim Dewiatowskij Anton Gołocuckow Siergiej Chorochordin Nikołaj Kriukow Konstantin Płużnikow Jurij Riazanow | 274,300     |
| 7.  | Rumunia           | Adrian Bucur Marian Drăgulescu Flavius Koczi Daniel Popescu Răzvan Şelariu Robert Stanescu                     | 274,175     |
| 8.  | Francja           | Thomas Bouhail Benoît Caranobe Yann Cucherat Dimitri Karbanenko Danny Pinheiro Rodrigues Hamilton Sabot        | 272,875     |

##### wielobój indywidualnie
| Lp. | Państwo          | Zawodnicy            | Wynik      |
| --- | ---------------- | -------------------- | ---------- |
| 1.  | Chiny            | Yang Wei             | 94,575 pkt |
| 2.  | Japonia          | Kōhei Uchimura       | 91,975     |
| 3.  | Francja          | Benoît Caranobe      | 91,925     |
| 4.  | Japonia          | Hiroyuki Tomita      | 91,750     |
| 5.  | Rosja            | Sergiej Chorochordin | 91,700     |
| 6.  | Rosja            | Maksim Dewiatowskij  | 91,700     |
| 7.  | Niemcy           | Fabian Hambüchen     | 91,675     |
| 8.  | Korea Południowa | Yang Tae-yeong       | 91,600     |

##### ćwiczenia wolne
| Lp. | Państwo   | Zawodnik          | Wynik  |
| --- | --------- | ----------------- | ------ |
| 1.  | Chiny     | Zou Kai           | 16,050 |
| 2.  | Hiszpania | Gervasio Deferr   | 15,775 |
| 3.  | Rosja     | Anton Gołocuckow  | 15,725 |
| 4.  | Niemcy    | Fabian Hambüchen  | 15,650 |
| 5.  | Japonia   | Kōhei Uchimura    | 15,575 |
| 6.  | Brazylia  | Diego Hypólito    | 15,200 |
| 7.  | Rumunia   | Marian Drăgulescu | 14,850 |
| 8.  | Izrael    | Alaxandr Shatilov | 14,125 |

##### skoki
| Lp. | Państwo   | Zawodnik            | Wynik  |
| --- | --------- | ------------------- | ------ |
| 1.  | Polska    | Leszek Blanik       | 16,537 |
| 2.  | Francja   | Thomas Bouhail      | 16,537 |
| 3.  | Rosja     | Anton Gołocuckow    | 16,475 |
| 4.  | Rumunia   | Marian Drăgulescu   | 16,225 |
| 5.  | Francja   | Benoît Caranobe     | 16,062 |
| 6.  | Białoruś  | Dmitrij Kasperowicz | 16,050 |
| 7.  | Rumunia   | Flavius Koczi       | 15,925 |
| 8.  | Hiszpania | Isaac Botella       | 15,737 |

##### ćwiczenia na koniu z łękami
| Lp. | Państwo           | Zawodnik                     | Wynik  |
| --- | ----------------- | ---------------------------- | ------ |
| 1.  | Chiny             | Xiao Qin                     | 15,875 |
| 2.  | Chorwacja         | Filip Ude                    | 15,725 |
| 3.  | Wielka Brytania   | Louis Smith                  | 15,725 |
| 4.  | Chiny             | Yang Wei                     | 15,450 |
| 5.  | Japonia           | Hiroyuki Tomita              | 15,375 |
| 6.  | Korea Południowa  | Kim Ji-hoon                  | 15,175 |
| 7.  | Stany Zjednoczone | Alexander Artemev            | 14,975 |
| 8.  | Wenezuela         | José Luis Fuentes Bustamante | 14,650 |

##### ćwiczenia na kółkach
| Lp. | Państwo  | Zawodnik                 | Wynik      |
| --- | -------- | ------------------------ | ---------- |
| 1.  | Chiny    | Chen Yibing              | 16,600 pkt |
| 2.  | Chiny    | Yang Wei                 | 16,425     |
| 3.  | Ukraina  | Ołeksandr Worobjow       | 16,325     |
| 4.  | Włochy   | Andrea Coppolino         | 16,225     |
| 5.  | Francja  | Danny Pinheiro Rodrigues | 16,225     |
| 6.  | Włochy   | Matteo Morandi           | 16,200     |
| 7.  | Rumunia  | Robert Stanescu          | 15,825     |
| 8.  | Bułgaria | Jordan Jowczew           | 15,525     |

##### ćwiczenia na poręczach
| Lp. | Państwo          | Zawodnik         |            |
| --- | ---------------- | ---------------- | ---------- |
| 1.  | Chiny            | Li Xiaopeng      | 16,450 pkt |
| 2.  | Korea Południowa | Yu Won-cheol     | 16,250     |
| 3.  | Uzbekistan       | Anton Fokin      | 16,200     |
| 4.  | Niemcy           | Fabian Hambüchen | 15,975     |
| 5.  | Słowenia         | Mitja Petkovšek  | 15,725     |
| 6.  | Chiny            | Huang Xu         | 15,700     |
| 7.  | Korea Południowa | Yang Tae-yeong   | 15,650     |
| 8.  | Rosja            | Nikołaj Kriukow  | 15,150     |

##### ćwiczenia na drążku
| Lp. | Państwo           | Zawodnik         |            |
| --- | ----------------- | ---------------- | ---------- |
| 1.  | Chiny             | Zou Kai          | 16,200 pkt |
| 2.  | Stany Zjednoczone | Jonathan Horton  | 16,175     |
| 3.  | Niemcy            | Fabian Hambüchen | 15,875     |
| 4.  | Włochy            | Igor Cassina     | 15,675     |
| 5.  | Japonia           | Takuya Nakase    | 15,450     |
| 6.  | Japonia           | Hiroyuki Tomita  | 15,225     |
| 7.  | Holandia          | Epke Zonderland  | 15,000     |
| 8.  | Francja           | Yann Cucherat    | 14,825     |

### Gimnastyka artystyczna

#### Kobiety

##### wielobój indywidualnie
| Lp. | Państwo  | Zawodniczka         |
| --- | -------- | ------------------- |
| 1.  | Rosja    | Jewgienija Kanajewa |
| 2.  | Białoruś | Inna Zukowa         |
| 3.  | Ukraina  | Anna Bessonowa      |

##### układ zbiorowy
| Lp. | Państwo  | Zawodniczki                                                                                               |
| --- | -------- | --- |
| 1.  | Rosja    | Margarita Alijczuk Anna Gawrilenko Tatiana Gorbunowa Jelena Posiewina Daria Szkurichina Natalia Zujewa    |
| 2.  | Chiny    | Cai Tongtong Chou Tao Lu Yuanyang Sui Jianshuang Dan Nie Shuo Zhang                                       |
| 3.  | Białoruś | Alesia Babuszkina Anastasia Iwankowa Ksenia Sankowicz Zinaida Łunina Głafira Marcinowicz Alina Tumiłowicz |

### Skoki na trampolinie

#### Kobiety
| Lp. | Państwo    | Zawodniczka         | Wynik |
| --- | ---------- | ------------------- | ----- |
| 1.  | Chiny      | He Wenna            | 37,8  |
| 2.  | Kanada     | Karen Cockburn      | 37,0  |
| 3.  | Uzbekistan | Jekatierina Chiłko  | 36,9  |
| 4.  | Ukraina    | Ołena Mowczan       | 36,6  |
| 5.  | Rosja      | Irina Karawajewa    | 36,2  |
| 6.  | Gruzja     | Luba Golowina       | 36,1  |
| 7.  | Kanada     | Rosannagh MacLennan | 35,5  |
| 8.  | Niemcy     | Anna Doganadze      | 18,9  |

#### Mężczyźni
| Lp. | Państwo  | Zawodnik          | Wynik |
| --- | -------- | ----------------- | ----- |
| 1.  | Chiny    | Lu Chunlong       | 41,0  |
| 2.  | Kanada   | Jason Burnett     | 40,7  |
| 3.  | Chiny    | Dong Dong         | 40,6  |
| 4.  | Japonia  | Tetsuya Sotomura  | 39,8  |
| 5.  | Ukraina  | Jurij Nikitin     | 39,8  |
| 6.  | Rosja    | Dmitrij Uszakow   | 38,8  |
| 7.  | Rosja    | Aleksandr Rusakow | 38,5  |
| 8.  | Białoruś | Mikałai Kazak     | 38,1  |